# 昌齡
昌齡 (? —?)，字晋蘅，号谨斋，富察氏，满洲镶白旗人。清朝官员，进士出身。

## 生平
雍正癸卯进士，后官翰林院庶吉士、侍讲学士。著有《时名集》。
“[京城]内城舊藏書家，初推曹楝亭通政（寅），后其書歸昌堇斎学士（龄）”（载《天咫偶聞》卷4）。礼亲王昭梿《啸亭杂录》载：富察太史昌龄，傅阁峰尚书子。性耽书史，筑谦益堂，丹铅万卷。锦轴牙签，为一时之盛。通志堂藏书虽多，其精粹蔑如也。今其遗书多为余所购，如宋末江湖诸集，多公自手钞者，亦想见其风雅也。

## 家族
- 曾祖额色泰，
- 祖噶爾漢；
- 父傅鼐，在康熙帝幼年时曾与曹寅、纳兰性德一起同为御前侍卫，后官刑部尚书；
- 母曹氏，工部郎中曹璽之女，江宁织造曹寅之妹；
- 兄弟科占（傅占)、查納(傅訥)；
- 堂兄：四川总督文绶（《內閣小志》：科占为四川总督文绶弟）；
- 姐妹一，嫁宗室德芳；
- 女一，嫁宗室德芳之子宗室明舒。[3]